# Valea San Fernando

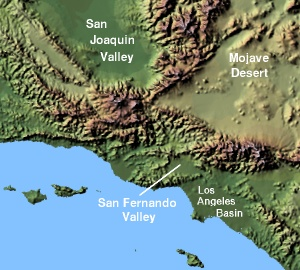
San Fernando Valley

San Fernando Valley este o vale în nord-vestul orașului Los Angeles, California, SUA. Valea San Fernando este zona cu populația cea mai deasă din Los Angeles. 

## Date geografice
În iulie 2006 trăia în vale pe o suprafață de 895,6 km², o populație de 1.746.070 loc. având densitatea de 1.950 loc./km². San Fernando Valley este despărțit de Hollywood prin munții Santa Monica Mountains și parcul Griffith.
Circa o treime din populație locuiește în case particulare. Valea este mărginită la nord-vest de munții Santa Susana Mountains, la sud de Monica Mountains, la est de Verdugo Mountains și la nord de San Gabriel Mountains. În vale se află comunitățile neîncorporate Burbank, Calabasas, Glendale, Hidden Hills și San Fernando, ca și cartierele lui Los Angeles: Bell Canyon, Kagel Canyon și Olive View. Regiunea este bântuită de cutremure. În februarie 1971 a fost un cutremur cu intensitatea de 6,6 grade pe scara Richter. El a produs moartea a 65 de persoane și pagube în valoare de 500 de milioane de dolari.